# ビートルズのポリドール・セッション
ビートルズのポリドール・セッションは、ビートルズが1961年から1962年にかけて、ドイツ・ポリドールとのレコード契約（直接的にはベルト・ケンプフェルト・プロダクションとの契約）に基づいて行った演奏。9曲（現存する曲は8曲）の録音記録が確認されている。そのうち7曲（現存する曲は6曲）はトニー・シェリダンとの共演で、リード・ヴォーカルはトニー・シェリダン。ポリドールは1965年ごろまで正式に、トニー・シェリダンのバック演奏を行うグループに対しメンバーや本来のグループ名に関わりなく「ビート・ブラザーズ」の名義を与えており、ビートルズもビート・ブラザーズ名義で演奏を行っている。このため、ビートルズと他のビート・ブラザーズの演奏が混同されることがある。

## 演奏
- 第1回：1961年6月22・23日
場所：フリードリッヒ・エバート・ホール（ハンブルク）
プロデューサー：ベルト・ケンプフェルト
ミュージシャン：トニー・シェリダン、ジョン・レノン、ポール・マッカートニー、ジョージ・ハリスン、ピート・ベスト

- 第2回(1)：1962年5月24日（バック演奏）
場所：スタジオ・ラールシュテット（ハンブルク）
プロデューサー：ベルト・ケンプフェルト
ミュージシャン：ジョン・レノン、ポール・マッカートニー、ジョージ・ハリスン、ピート・ベスト、ロイ・ヤング

- 第2回(2)：1962年6月7日（リード・ヴォーカル）
場所：スタジオ・ラールシュテット（ハンブルク）
プロデューサー：ベルト・ケンプフェルト
ミュージシャン：トニー・シェリダン

## 曲目
- My Bonnie（マイ・ボニー）…リード・ヴォーカル：トニー・シェリダン、バック演奏：ビートルズ
  - バージョンAA（冒頭にドイツ語イントロ）
  - バージョンAB（冒頭に英語イントロ）
  - バージョンA（イントロなし）
- The Saints（聖者の行進〈ザ・セインツ〉）
  - バージョンA
- Cry For A Shadow（クライ・フォー・ア・シャドウ）…インストゥルメンタル（ビートルズのみの演奏）
  - バージョンA
- Why（ホワイ）…リード・ヴォーカル：トニー・シェリダン、バック演奏：ビートルズ
  - バージョンA
- Nobody's Child（ノーバディーズ・チャイルド）…リード・ヴォーカル：トニー・シェリダン
  - バージョン1A（バック演奏はビートルズ）
  - バージョン1A+（Ver. 1Aを一部カットして短縮）
  - バージョン2A（バック演奏はビートブラザーズ〈ビートルズ不参加〉）
- Ain't She Sweet（いい娘じゃないか〈エイント・シー・スウィート〉）…リード・ヴォーカル：ジョン・レノン、バック演奏：ビートルズ
  - バージョンA
  - バージョンA+（Ver. Aにドラムをオーバーダビング）
- Take Out Some Insurance On Me, Baby / If You Love Me, Baby（イフ・ユー・ラヴ・ミー・ベイビー）
  - バージョンA
  - バージョンA+（Ver. Aにエレキギターとドラムをオーバーダビング）
- Sweet Georgia Brown（麗しのジョージア・ブラウン〈スウィート・ジョージア・ブラウン〉）…リード・ヴォーカル：トニー・シェリダン
  - バージョン1A（バック演奏はビートブラザーズ〈ビートルズ不参加〉）
  - バージョン2A（バック演奏はビートルズ）
  - バージョン2A+（Ver. 2Aに新歌詞でヴォーカルをオーバーダビング）
  - バージョン2A++（Ver. 2A+にエレキギターとドラムをオーバーダビング）
  - バージョン3A（バック演奏はボビー・パトリック・ビッグ・シックス〈ビートルズ不参加〉）
- Swanee River（スワニー・リヴァー）…リード・ヴォーカル：トニー・シェリダン
  - バージョン1AA（バック演奏はビートブラザーズ〈ビートルズ不参加〉、イントロあり）
  - バージョン1A（バック演奏はビートブラザーズ〈ビートルズ不参加〉、イントロなし）
  - バージョン2AA（バック演奏はビートルズ、イントロあり。録音は現存せず）
  - バージョン2A（バック演奏はビートルズ、イントロなし。録音は現存せず）

## 主な出来事
- 1961年4月1日 – ビートルズ、ハンブルクのレーパーバーンにあるトップ・テン・クラブに3カ月の契約で出演し、トニー・シェリダンと共演。
- 1961年5月 – ドイツのロック歌手であるトミー・ケント、トップ・テン・クラブでトニー・シェリダンとビートルズの演奏を聴いて感銘を受け、楽団のリーダーでドイツ・ポリドールのディレクターであるベルト・ケンプフェルトに推薦。
- 1961年5月 – ベルト・ケンプフェルト、トップ・テン・クラブを訪れてトニー・シェリダンとビートルズの演奏を聴き、レコーディング契約の申し入れを決定。
- 1961年6月 - トニー・シェリダンとビートルズ、ベルト・ケンプフェルト・プロダクションとのレコーディング契約にサインするために、ハンブルクのケンプフェルト宅を訪問（契約の有効期間は1961年7月1日から1年間）。
- 1961年6月22・23日 - トニー・シェリダンとビートルズ、初レコーディング。

My Bonnie(Ver. A, AA, AB)、The Saints(Ver. A)、Cry For A Shadow(Ver. A)、Why(Ver. A)、Nobody's Child(Ver. 1A)、Ain't She Sweet(Ver. A)、Take Out Some Insurance On Me, Baby(If You Love Me, Baby)(Ver. A)
プロデューサーはベルト・ケンプフェルト
- 1961年10月23日 - 独ポリドール、SP “My Bonnie / The Saints”(NH-24673)発売。

My Bonnie(Ver. AA)、The Saints(Ver. A)
クレジットは“Tony Sheridan and The Beat Brothers”
- 1961年12月21日 - トニー・シェリダンとビートブラザーズ（ビートルズではない）、レコーディング。

Sweet Georgia Brown(Ver. 1A)、Swanee River(Ver. 1A)
- 1962年1月5日 - 英ポリドール、SP “My Bonnie / The Saints”(NH-66833)発売。

My Bonnie(Ver. AB)、The Saints(Ver. A)
クレジットは“Tony Sheridan and The Beatles”
- 1962年2月 – 独ポリドール、SP “My Bonnie / The Saints”(NH-24673)発売。

My Bonnie(Ver. AB)、The Saints(Ver. A)
クレジットは“Tony Sheridan and The Beat Brothers”
- 1962年3月 – 独ポリドール、SP “Why / Cry For A Shadow”(NH-24757)の発売を予定したが中止。
- 1962年4月23日 – 米デッカ、SP “My Bonnie / The Saints”(31382)発売。

My Bonnie(Ver. AB)、The Saints(Ver. A)
クレジットは“Tony Sheridan and The Beat Brothers”
- 1962年4月 – 独ポリドール、LP “My Bonnie”(LPHM-46612、SLPHM-237112)発売。

My Bonnie(Ver. AB)、The Saints(Ver. A)のほか、ビートルズ不参加のSweet Georgia Brown(Ver. 1A)、Swanee River(Ver. 1AA)など
My BonnieとThe Saintsについては、“accompanied by The Beatles”の表記あり
- 1962年4月 – 仏ポリドール、EP “Mister Twist”(Polydor 21914)発売。

The Saints(Ver. A)、Cry For A Shadow(Ver. A)、My Bonnie(Ver. AA)、Why(Ver. A)
クレジットは“Tony Sheridan”のみ
- 1962年4月20日 – 日本グラモフォン、SP “マイ・ボニー・ツイスト / ザ・セインツ”(DP-1254)発売。

My Bonnie(Ver. AA)、The Saints(Ver. A)
クレジットは“トニー・シェリダンと彼のビート・ブラザース”
- 1962年5月24日 – ビートルズ、バック演奏のレコーディング。

Sweet Georgia Brown(Ver. 2A)、Swanee River(Ver. 2A, 2AA)
プロデューサーはベルト・ケンプフェルト
- 1962年5月25日 – ベルト・ケンプフェルト・プロダクション、ビートルズとの契約を解除。5月28・29日に予定されていたビートルズ単独のLP（12曲）のためのレコーディングは実現せず。
- 1962年6月7日 – トニー・シェリダン、ヴォーカルのオーバーダビング。

Sweet Georgia Brown(Ver. 2A)、Swanee River(Ver. 2A, 2AA)
- 1962年7月 – 独ポリドール、SP “You Are My Sunshine / Swanee River”(NH-24849)発売。

Swanee River(Ver. 1AA)など
クレジットは“Tony Sheridan and The Beat Brothers”
- 1962年10月5日 – 英パーロフォン、SP “Love Me Do / P.S. I Love You”(45-R 4949)発売。
- 1962年10月 – 独ポリドール、EP “Ya Ya”(EPH-21485)発売。

Sweet Georgia Brown(Ver. 2A)など
クレジットは“Tony Sheridan and The Beat Brothers”
- 1962年 – 独ポリドール、SP “Sweet Georgia Brown / Swanee River”(NH-?)の発売を予定するが中止。

Sweet Georgia Brown(Ver. 2A)、Swanee River(Ver. 2AA)
- 1963年7月 – 独ポリドール、EP “Tony Sheridan With The Beatles”(EPH-21610)発売。

My Bonnie(Ver. AB)、Cry For A Shadow(Ver. A)、The Saints(Ver. A)、Why(Ver. A)
- 1963年12月 - 独ポリドール、LP “Let's Do The Madison, Twist, Locomotion, Slop, Hully Gully, Monkey”(LPHM-46612、SLPHM-237112)発売。

“My Bonnie”(LPHM-46612、SLPHM-237112)と同じ
- 1964年1月3日 - トニー・シェリダン、Sweet Georgia Brown の新歌詞でヴォーカルのオーバーダビング。

Sweet Georgia Brown(Ver. 2A+)
- 1964年1月7日 - 米MGM、SP “My Bonnie / The Saints”(K 13213)発売。

My Bonnie(Ver. A)、The Saints(Ver. A)
- 1964年2月 - 独ポリドール、LP “Let's Do The Twist, Hully Gully, Slop, Surf, Locomotion, Monkey”(LPHM-46422、SLPHM-237622)発売。

The Saints(Ver. A)、Why(Ver. A)、Cry For A Shadow(Ver. A)、My Bonnie(Ver. A)など
- 1964年3月 - 独ポリドール、SP “My Bonnie / The Saints”(NH-52273)発売。

My Bonnie(Ver. A)、The Saints(Ver. A)
クレジットは“The Beatles with Tony Sheridan”
- 1964年3月 - 独ポリドール、SP “Cry For A Shadow / Why”(NH-52275)発売。

Cry For A Shadow(Ver. A)、Why(Ver. A)
クレジットは“The Beatles with Tony Sheridan”
- 1964年4月 - 独ポリドール、SP “Ain't She Sweet / If You Love Me, Baby”(NH-52317)発売。

Ain't She Sweet(Ver. A)、If You Love Me, Baby(Ver. A)
クレジットは“The Beatles with Tony Sheridan”
- 1964年4月 - 独ポリドール、SP “Skinny Minny / Sweet Georgia Brown”(NH-52324)発売。

Sweet Georgia Brown(Ver. 2A+)など
クレジットは“The Beatles with Tony Sheridan”
- 1964年4月 - 独ポリドール、LP “The Beatles' First”(LPHM-46432、SLPHM-237632)発売。

Ain't She Sweet(Ver. A)、Cry For A Shadow(Ver. A)、My Bonnie(Ver. A)、Take Out Some Insurance On Me, Baby(Ver. A)、Sweet Georgia Brown(Ver. 2A+)、The Saints(Ver. A)、Why(Ver. A)、Nobody's Child(Ver. 1A)など
クレジットは“The Beatles Featuring Tony Sheridan & Guests”
- 1964年4月20日 - 日本グラモフォン、“マイ・ボニー / ザ・セインツ”(DP-1351)発売。

My Bonnie(Ver. AB)、The Saints(Ver. A)
クレジットは“ビートルズ”
- 1964年6月 - 独ポリドール、SP “Ain't She Sweet / Take Out Some Insurance On Me, Baby”(NH-52317)発売。

“Ain't She Sweet / If You Love Me, Baby”(NH-52317)と同じ
クレジットは“The Beatles with Tony Sheridan”
- 1964年6月1日 - 日本グラモフォン、“ホワイ / クライ・フォー・ア・シャドウ”(DP-1362)発売。

Why(Ver. A)、Cry For A Shadow(Ver. A)
クレジットは“ビートルズ”
- 1964年7月1日 - 日本グラモフォン、“いい娘じゃないか / イフ・ユー・ラブ・ミー・ベイビー”(DP-1369)発売。

Ain't She Sweet(Ver. A)、If You Love Me, Baby(Ver. A)
クレジットは“ビートルズ”
- 1965年1月 - 独ポリドール、SP “Sweet Georgia Brown / Nobody's Child”(NH-52906)発売。

Sweet Georgia Brown(Ver. 2A+)、ビートルズ不参加のNobody's Child(Ver. 2A)
クレジットは“The Beatles with Tony Sheridan”